# Furenfyndet

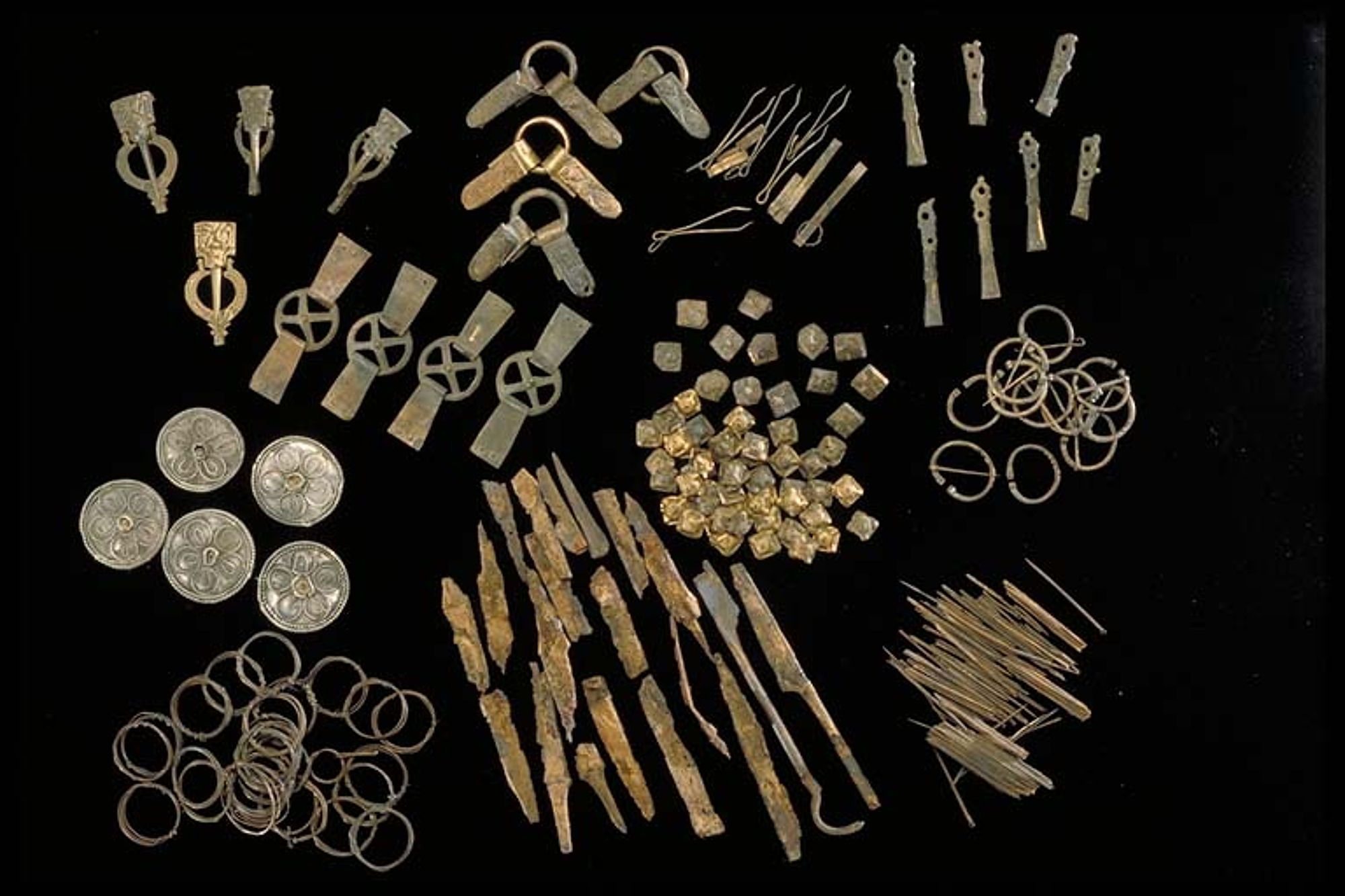
Furenfyndet.

Furenfyndet är ett fornfynd som upptäcktes 1868 i sjön Furen i Härlövs socken nordväst om Växjö i Småland. 
Fyndet omfattar ett flertal föremål av brons och järn, som dateras till perioden 1000 – 1100-talet. Järnföremålen utgörs av två yxor, delar av ullsaxar, 140 nålar, knivar, och en lansspets. Bland bronsföremålen finns ringspännen, sex pincetter, fem stora runda bronsspännen med pålödda tenntrådar, flera beslag, söljor och rembeslag, koppartrådar och ett stort antal tennpärlor. Flera av de gjutna föremålen var inte putsade och man tror därför att de var oanvända. Då några av föremålen har liknande paralleller på Gotland har en tolkning varit att en kringresande gotländsk handelsman förlorat sitt varulager i sjön och kanske själv drunknat då han gått över isen